# ريناتو أوليف
ريناتو أوليف (بالإيطالية: Renato Olive)‏ (6 أبريل 1971 في إيطاليا - ) هو لاعب كرة قدم إيطالي في مركز الوسط. لعب مع نادي بارما ونادي بولونيا ونادي بيروجيا ونادي رافينا ونادي كاتانيا ونادي ليتشي ونادي نابولي وSS Monopoli 1966 ‏ وفيس بيزارو 1898 ‏ وFidelis Andria 2018 ‏.

## وصلات خارجية
- ريناتو أوليف على موقع قاعدة بيانات كرة القدم.إي يو (الإنجليزية)
- ريناتو أوليف على موقع Soccerbase.com (لاعب) (الإنجليزية)
- ريناتو أوليف على موقع عالم كرة القدم.نت (الإنجليزية)